# WTA Austrian Open 2004
Il WTA Austrian Open 2004 è stato un torneo di tennis giocato sulla terra rossa. È stata la 33ª edizione del torneo, che fa parte della categoria Tier III nell'ambito del WTA Tour 2004. Si è giocato a Vienna in Austria, dal 17 al 22 maggio 2004.

## Campionesse

### Singolare
Anna Smashnova ha battuto in finale  Alicia Molik con il punteggio di 6–2, 3–6, 6–2.

### Doppio
Martina Navrátilová /  Lisa Raymond hanno battuto in finale  Cara Black /  Rennae Stubbs con il punteggio di 6–2, 7–5.